# Kościół Matki Bożej Częstochowskiej i św. Stanisława w Świeciu
Kościół Matki Bożej Częstochowskiej i św. Stanisława w Świeciu – rzymskokatolicki kościół parafialny w Świeciu, w województwie kujawsko-pomorskim. Należy do dekanatu Świecie nad Wisłą. Mieści się przy ulicy Farnej. Nazywany jest przez świecian Starą Farą.

## Historia
Świątynia została wybudowana z cegły w stylu gotyckim w XV wieku (prezbiterium) i w połowie XVI wieku (nawy). Wezwanie św. Stanisława zostało przeniesione ze świątyni wcześniejszej położonej na terenie pomorskiego Świecia (obecnie teren Szpitala Psychiatrycznego). Budowla została poświęcona w 1521 roku. W latach 1626–1629 po pierwszej wojnie szwedzkiej została przebudowana w stylu renesansowym. W 1945 roku, w czasie wyzwalania miasta przez armię sowiecką, świątynia została częściowo zniszczona. Kompletnej dewastacji i zrujnowania kościoła dopuściła się, już po roku 1945, część okolicznych mieszkańców mimo apeli ks. Krause, powojennego proboszcza Świecia. Zrujnowana świątynia została wykorzystana do zdjęć w serialu Czterej pancerni i pies. W latach 1983–1988 została odbudowana wielkim staraniem proboszcza parafii Niepokalanego Poczęcia NMP ks. Jerzego Kosza. Konsekracji po odbudowie dokonał ks. biskup Marian Przykucki, ordynariusz diecezji chełmińskiej, dnia 26 czerwca 1988 r. W kościele zostało utworzone sanktuarium Matki Boskiej Częstochowskiej, a dnia 15 października 1989 r. nastąpiła intronizacja kopii obrazu autorstwa ks. Franciszka Znanieckiego. W 1990 utworzono przy niej nową parafię i dodano wezwanie Matki Bożej Częstochowskiej.
Na kopii obrazu Matki Boskiej Częstochowskiej, który wisi za ołtarzem, znajduje się autograf Jana Pawła II.

## Architektura
Budowla posiada trzy nawy. Nawa reprezentuje styl przejściowy między gotykiem i renesansem i posiada prawie czworoboczne okna. Prezbiterium ze schodkowym szczytem jest gotyckie, natomiast czworokątna wieża z prostokątnymi oknami jest renesansowa. Nawa główna i wieża zostały ufundowane przez starostę świeckiego i wojewodę pomorskiego Jerzego Konopackiego.

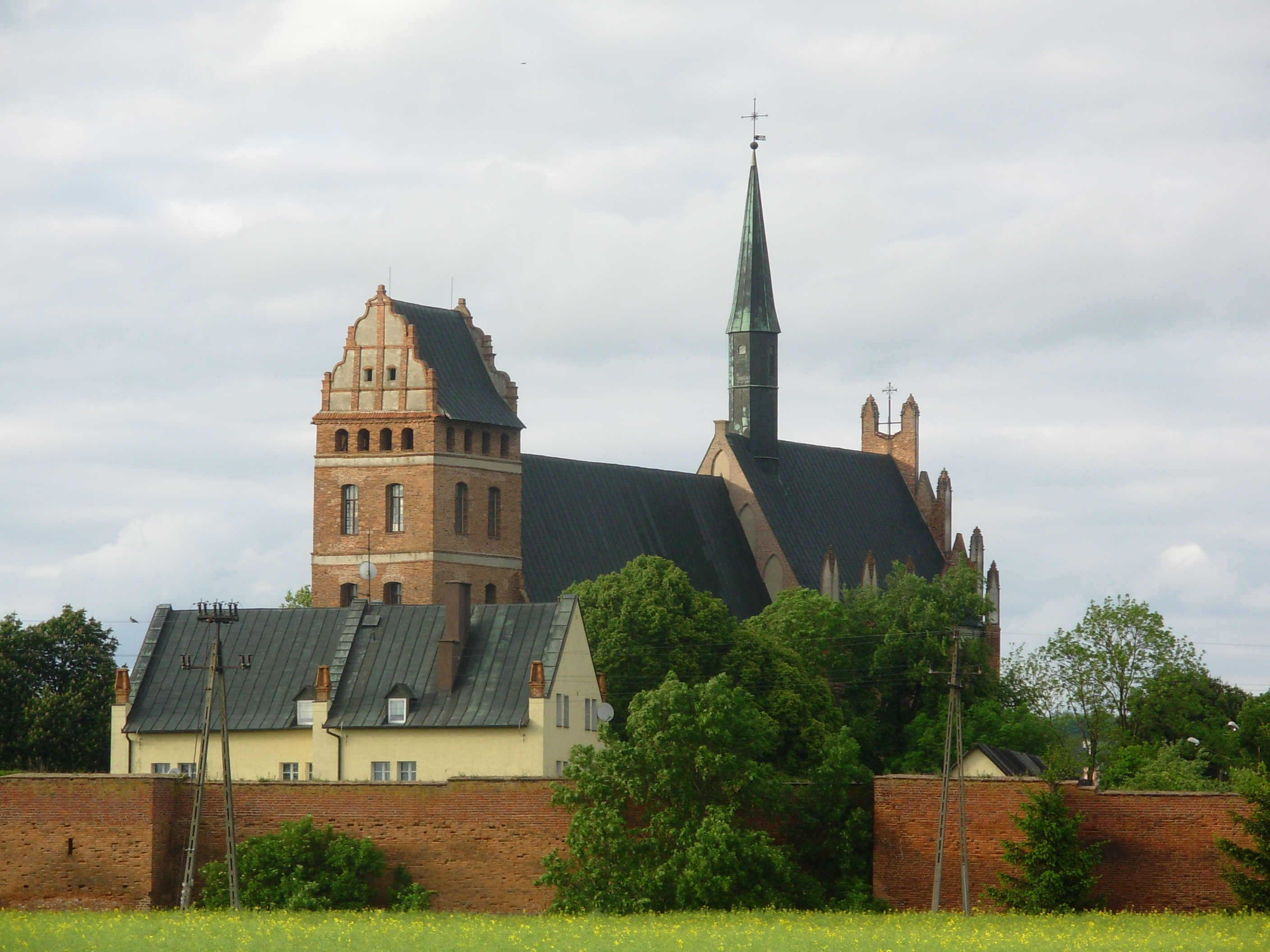
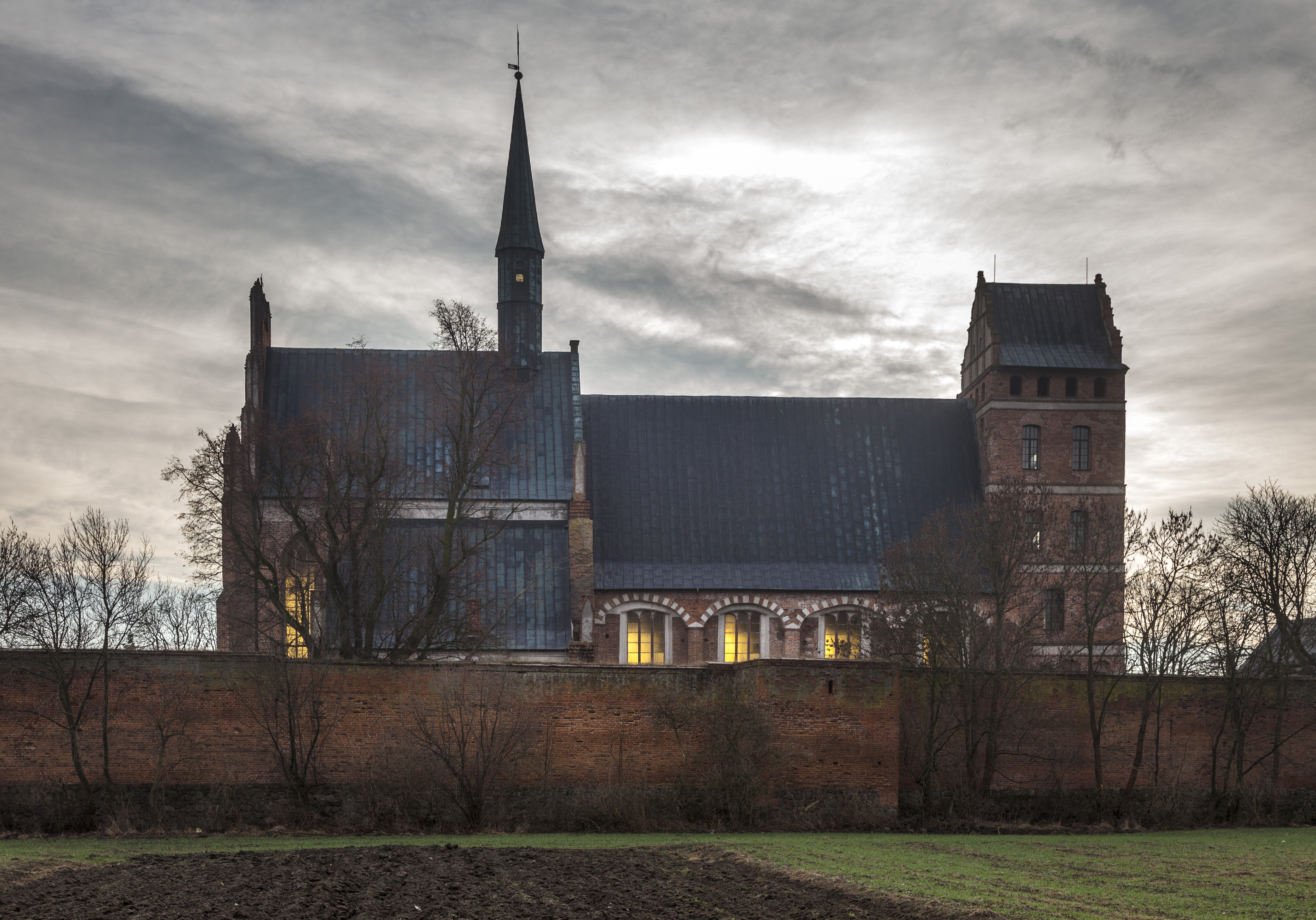
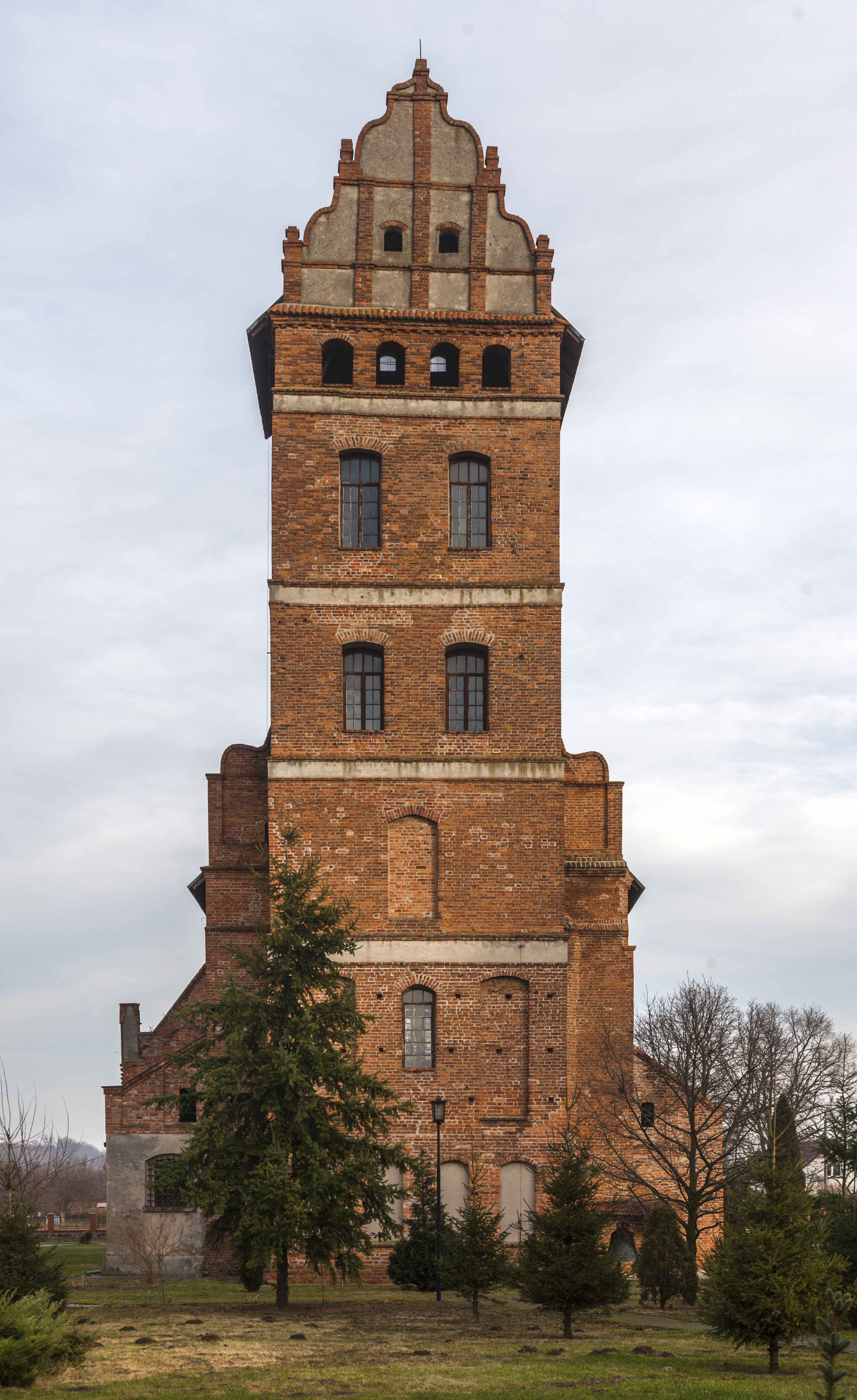
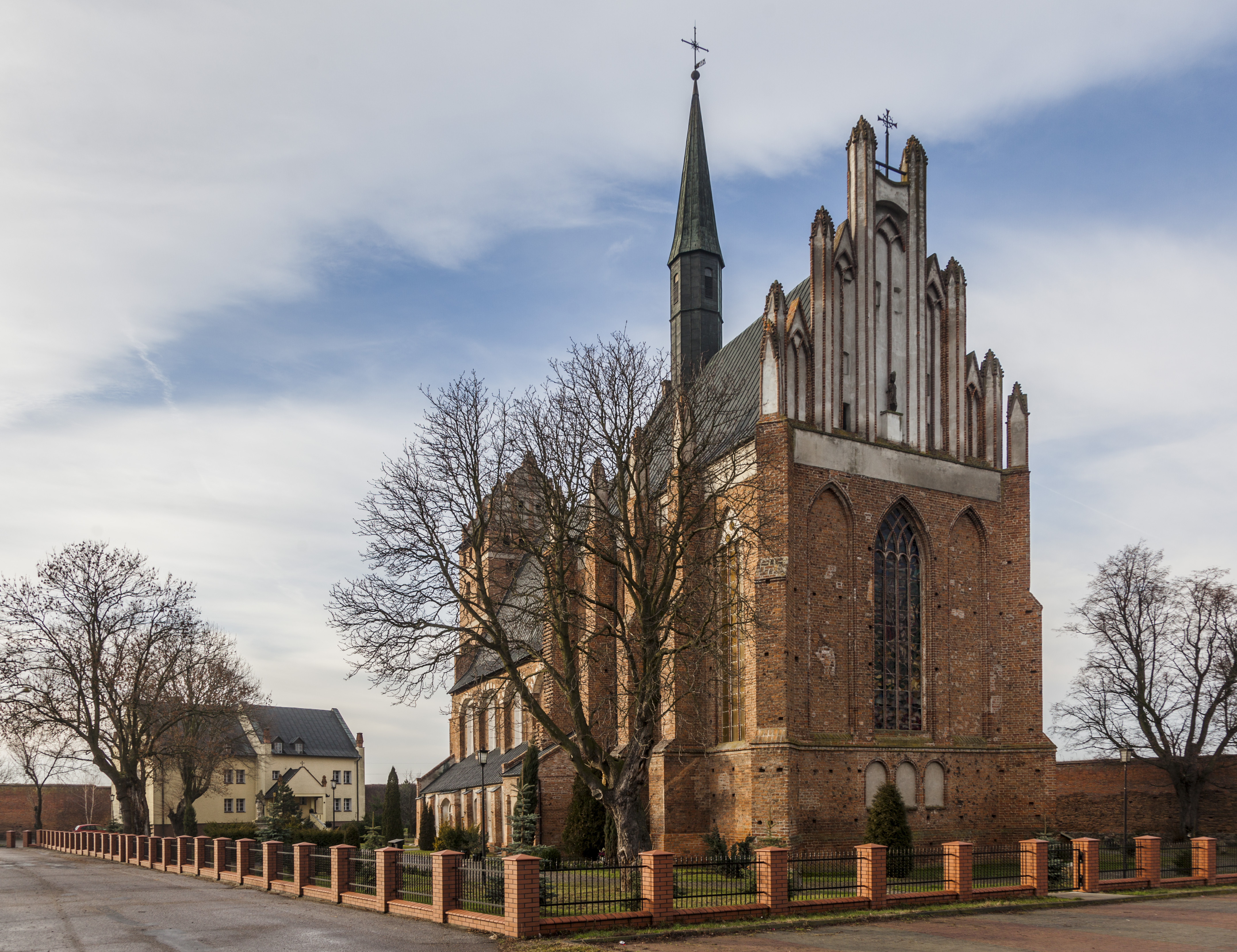
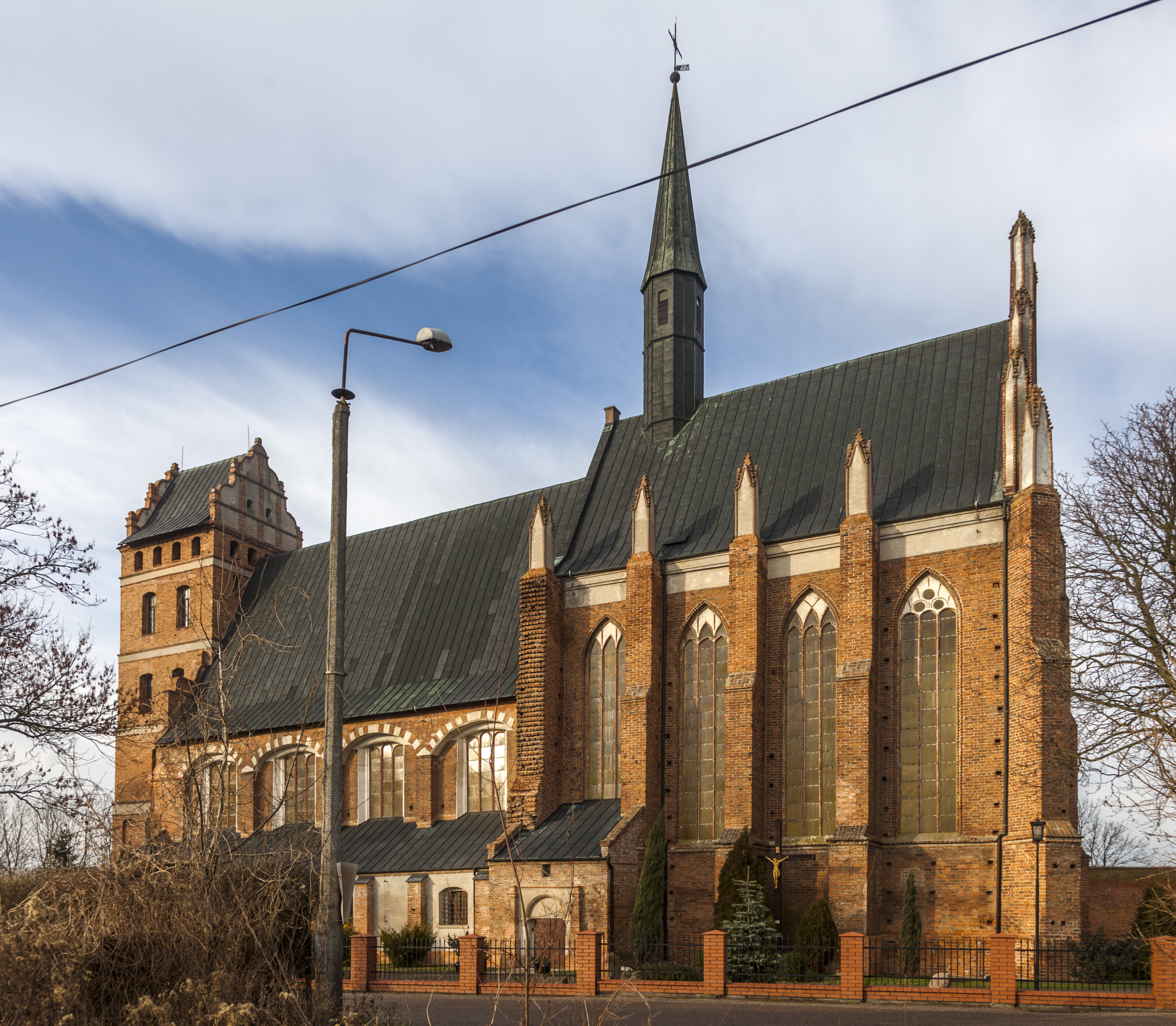